# ISO 8601
ISO 8601 je mezinárodní norma pro zápis data a času vydaný Mezinárodní organizací pro normalizaci (ISO). V ČR je tato norma vedena jako norma ČSN ISO 8601. Konkrétně tato norma definuje „Datové prvky a formáty výměny – Výměna informací – Zobrazení data a času“. Podle normy ISO 8601 jsou prvky data řazeny od údajů o delších časových úsecích po údaje o nejmenších při standardním počtu znaků (dvoumístně, jen rok čtyřmístně, nově tedy již ne dvoumístně, a den v týdnu jednomístně). Prakticky to vypadá tak že se nejprve uvádí rok (tj. ročník) a nakonec sekundy s desetinným zlomkem.

## Historie normy
První vydání normy ISO 8601 bylo publikováno roku 1988. Vzniklo sjednocením několika starších norem. Byly to normy ISO 2014, ISO 2015, ISO 2711, ISO 3307, a ISO 4031.
Následovala druhá verze vydaná roku 2000, pak třetí verze ISO 8601:2004 vydaná 3. prosince 2004. Ta byla v roce 2019 nahrazena dvojicí standardů ISO 8601-1 a ISO 8601-2.
ISO 2014 byla norma která původně uváděla pouze celočíselný zápis data ve formátu [YYYY]-[MM]-[DD]. Číselný systém zápisu týdnů byl zaveden v normě ISO 2015 a identifikace řadovým datem byla původně definována v normě ISO 2711.

## Principy
Hodnoty data a času jsou řazeny od významnějších po méně významné. Každá hodnota (rok, měsíc, den, čas) má pevný počet číslic. Číslo se zleva zarovnává nulou na počet těchto číslic (např. 4:30 je zarovnáno na 04:30).
Datum a čas se odděluje písmenem "T" (dle příbuzného doporučení RFC 3339 je přípustná i mezera).
Zápis data je možné provádět dvěma způsoby. V základním formátu s minimem znaků, nebo v rozšířeném formátu s oddělovači pro zlepšení čitelnosti. Standardním oddělovačem je spojovník mezi rokem, měsícem a dnem a dvojtečka mezi hodinami, minutami a sekundami. Například 6. ledna 2007 je možné napsat jako 2007-01-06, nebo bez použití oddělovačů jako 20070106.
Při zápisu data je také možné vypustit některé elementární prvky. Například 2006-01 je korektní zápis pro leden 2006. V případě tohoto zápisu musí být ale vždy vypuštěny méně důležité elementární prvky. Není možné zapsat 2006-06 pro šestý den neznámého měsíce roku 2006.
Za čas je možné připojit časovou zónu ve formátu ±hh, či ±hhmm (v zákl. formátu) nebo ±hh:mm (v rozšířeném formátu). Pro UTC je možné použít zkratku Z.
Je používán rok nula, takže zápis 0000 odpovídá roku 1 př. n. l.

## Prvky data
- rok
- měsíc
- týden
  - číslo týdne v roce
- den
- hodina
- minuta
- sekunda